# Phebe Fjellström
Phebe Maria Fjellström, född Lindgren 11 februari 1924 i Porjus, död 1 februari 2007 i Uppsala, var en svensk etnolog som åren 1982–1990 var professor i etnologi vid Umeå universitet.

## Biografi
Phebe Fjellström föddes i Porjus i Norrbottens län och växte upp där. Familjen flyttade senare till Luleå. Efter studentexamen vid Luleå högre allmänna läroverk 1943 började hon sina studier vid Uppsala universitet samma år, där hon blev filosofie kandidat 1948 och filosofie licentiat 1957.
År 1962 blev Phebe Fjellström filosofie doktor på den uppmärksammade avhandlingen Lapskt silver. Åren 1962–1975 hade Fjellström docenttjänst vid Uppsala universitet inom "nordisk och jämförande folklivsforskning". Hennes forskning var inriktad på Nordeuropa och fokuserad på samisk kultur samt på nordsvensk social och materiell kultur. Hon deltog i ett antal tvärvetenskapliga projekt, bland annat angående Lule älvdal, Tärnaområdet och Bottenviken. 
Hon blev ledamot av Skytteanska samfundet 1977, av Johan Nordlander-sällskapet 1981 samt av Gustav Adolfs Akademien 1983, och var från 1990 även ledamot av Norrbottensakademien.
Phebe Fjellström är begravd på Hammarby kyrkogård i Uppsala.

## Utmärkelser
- Gösta Berg-medaljen 1994
- Hedersledamot av Svenska litteratursällskapet i Finland 1995
- Hedersledamot vid Norrlands nation i Uppsala 1998

## Publikationer i urval
- Fjellström, Phebe (1967). Tuodjē: en bok om samisk brukskonst. Luleå: Norrbottens museum. Libris 492378
- Fjellström, Phebe (1985). Samernas samhälle i tradition och nutid: [Lappish society in tradition and the present day]. Stockholm: Norstedt. Libris 8345656. ISBN 91-1-853222-5
- Jacobsson, Roger; Fjellström Phebe (1990). Phebe Fjellströms tryckta skrifter 1952-1990: en bibliografi. Kungl. Skytteanska samfundets handlingar, 0560-2416 ; 38:B. Umeå: Skytteanska samf. Libris 7758076. ISBN 91-86438-10-7